# 林海雪原
《林海雪原》，原名为《林海雪原荡匪记》，是一部描写第二次國共內戰時期解放軍在中国东北地区與國民政府支持者作戰的小说。林海雪原由曲波于1954年开始创作，1955年完成。投稿至人民文学出版社，后经编辑龙世辉修改，改名为《林海雪原》，于1957年正式出版，曾被翻譯成英文、日文等多種文字。本书中《智取威虎山》的情节在中國大陸十分著名，曾被改编成京剧，成為八部樣板戲之一。
林海雪原是根據曲波在1946年冬天親率解放軍小分隊深入牡丹江地區的深山老林，以半年時間消滅親国民政府地方武裝的真實經歷作為背景而著成的，可謂其代表著作。

## 主要人物

### 正面角色
- 少剑波-剿匪小分队队长
- 白茹-剿匪小分队医疗员
- 杨子荣-偵查隊排長
- 高波-警卫员
- 李勇奇-民兵队长

### 反面角色
- 座山雕 - 原型为张乐山
- 许大马棒
- 蝴蝶迷
- 馬希方
- 侯殿坤
- 谢文东
- 郑三炮
- 栾平

## 经典场景
- 夜袭奶头山
- 智取威虎山
- 剿匪决战